# Paracrocidura graueri
Paracrocidura graueri је врста сисара из породице ровчица (лат. Soricidae) и реда Eulipotyphla. 

## Распрострањење
ДР Конго је једино познато природно станиште врсте.

## Станиште
Врста Paracrocidura graueri има станиште на копну.

## Угроженост
Подаци о распрострањености ове врсте су недовољни.

### Популациони тренд
Популациони тренд је за ову врсту непознат.